# Jerzy Jan Wittelsbach (Pfalz-Veldenz)
Jerzy Jan Wittelsbach (ur. 11 kwietnia 1543  – zm. 18 kwietnia 1592 Lützelstein) – hrabia palatyn i książę Palatynatu-Veldenz.
Syn księcia Ruprechta i Urszuli Daun-Kyrburg und Salm.
Był założycielem Pfalzburga. Miał wielką wizję rozbudowy miasta, jednak nie posiadał pieniędzy na ten cel – zaciągnął więc ogromne pożyczki m.in. u księcia Karola III Lotaryńskiego. Po śmierci Wittelsbacha jego żona musiała spłacać długi przez oddanie części księstwa księciu Lotaryngii.
20 grudnia 1562 roku ożenił się z Anną Marią Wazówną, córką króla Szwecji Gustawa I Wazy i jego drugiej żony Małgorzaty Leijonhufvud. Byli rodzicami:
- Jerzego Gustawa (1564-1634) – hrabiego palatyna i księcia Palatynatu-Veldenz
- Anny Małgorzaty (1565-1565)
- Anny Małgorzaty (1571-1621) – żony Ryszarda Wittelsbacha księcia Palatynatu-Simmern
- Urszuli (1572-1635) – żony Ludwika księcia Wirtembergii
- Joanny Elżbiety (1573-1601)
- Jana Augusta (1575-1611) – hrabiego palatyna i księcia Palatynatu-Lützelstein
- Ludwika Filipa (1577-1601) – hrabiego palatyna i księcia Palatynatu-Guttenberg
- Anny Marii (1579)
- Katarzyny Urszuli (1582-1595)
- Jerzego Jana (1586-1654) – hrabiego palatyna i księcia Palatynatu-Lützelstein-Guttenberg